# Таксфорд, Джордж
Джордж Стюарт Таксфорд, CB CMG DSO ED (7 февраля 1870 года, Пенморфа — 1942 год, Таксфорд) — канадский военачальник, бригадный генерал. Во время Первой мировой войны командовал 5-м батальоном западной кавалерии, а затем 3-й канадской пехотной бригадой 1-й Канадской дивизии.

## Биография
Родился 7 февраля 1870 года в небольшом селе Пенморфа, графство Карнарвоншир, северный Уэльс. Родители Таксфорда происходили из английского графства Линкольншир. В 1880-х годах иммигрировал в Канаду, где поселился в районе озера Баффало-Паунд, став одним из первых поселенцев в этой местности.
В 1905 году поступил на военную службу. В звании майора стал командиром отдельного эскадрона «D», подразделения 16-го конно-стрелкового полка — первого подразделения Канадской милиции, созданного в Саскачеване. Затем был произведён в подполковники и назначен командиром сформированного на основе эскадрона D 27-го полка лёгкой кавалерии со штаб-квартирой в Мус-Джо.
С началом Первой мировой войны подполковник Таксфорд поступил на службу в Канадские экспедиционные силы. С сентября 1915 по январь 1916 года командовал 5-м батальоном западной кавалерии. Был командиром полка как во время его пребывания в лагере военной подготовки Валькартье, Квебек, так и после отправки на Западный фронт — командовал им во Второй битвы при Ипре, а также в  . В марте 1916 года получил звание бригадного генерала и назначен командующим 3-й канадской пехотной бригадой, которую возглавлял во время битв при горе Соррель, на Сомме, Флер-Курселеттского сражения, битве при Вими, битвы за высоту 70, Амьенской операции, второй битвы на Сомме и битве при Камбре. После окончания войны его формирование бригада некоторое время служила в составе оккупационных войск Антанты в Германии, после чего была отправлена домой.
После отставки занимался сельским хозяйством, был торговцем нефтью. Умер в 1942 году в саскачеванском селе Таксфорд, названном в честь него.